# Albe (rzeka)
Albe – rzeka we Francji, przepływająca przez teren departamentu Mozela, o długości 33,3 km. Stanowi lewy dopływ rzeki Saary.